# Kanał Giżycki

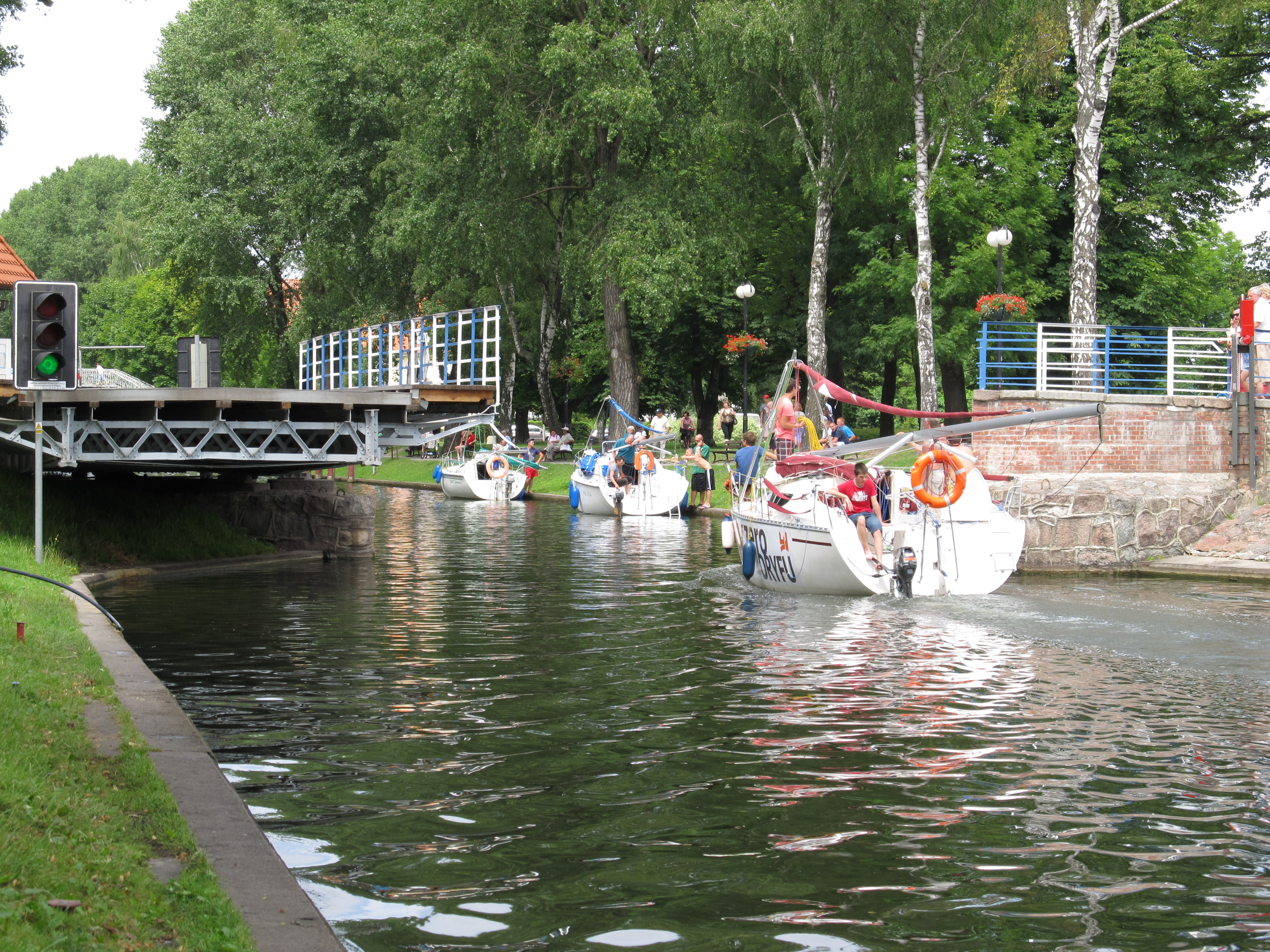
Blick auf die Drehbrücke

Der Kanał Giżycki oder Kanał Łuczański (deutsch Lötzener Kanal) wurde in den Jahren 1765–1772 erbaut.

## Vorgeschichte
Die masurischen Kanäle sind ein System von Wasserstraßen, mit denen die Städte Johannisburg und Angerburg verbunden sind. Diese Strecke wurde am 3. September 1856 zum ersten Mal vom Dampfschiff Masovia befahren.
Viel früher, im Jahre 1379, wurde ein Teil dieser Strecke von einem Bootsführer des Deutschen Ordens mit dem Hochmeister Winrich von Kniprode befahren. Die ersten Pläne für den Bau der Kanäle in Masuren wurden von Józef Naronowicz-Naroński (* 1610, † 1678), Samuel Suchodolec (* 1649, † 1727) und dessen Sohn Jan Władysław Suchodolec (* 1687, † 1751) entworfen, die erst von 1765 bis 1849 in mehreren Bauabschnitten ausgeführt wurden.
Schon in den Jahren 1764 bis 1776 erfolgte die erstmalige Anlage von Kanälen, die eine Verbindung vom Spirdingsee über Nikolaiken bis zum Mauersee herstellte. Johann Friedrich von Domhardt hatte sich auf königlichen Befehl mit dem Kanalprojekt befasst. 
Zu dieser Zeit gab es eine Schleuse am Talter Gewässer Richtung Nikolaiker See. Die Ufer der Kanäle waren verstärkt und die Schleusen aus Holz. Insgesamt bestanden im Kanalverlauf sechs Schleusen und zehn Brücken.
Die Kanäle auf dieser Strecke versandeten jedoch und ihre Nutzung wurde 1789 eingestellt. Schließlich wurde das Kanalsystem während der Napoleonischen Kriege zerstört. 
Zwischen 1798 und 1801 wurde die Johannisburger Pisa schiffbar gemacht; das Wildnisholz der Johannisburger Heide konnte nun verflößt werden.
Die masurischen Kanäle nahmen während der großen öffentlichen Arbeiten in den Jahren 1854–1857 die heutige Form an.

## Technische Ausführung
Der Kanal hat eine Länge von 2130 m und eine Tiefe von 1,9 m. Er verbindet den Löwentinsee mit dem Mauersee. Dabei durchquert er den westlichen Teil der Stadt Lötzen, zuerst unter der Eisenbahnbrücke der Bahnstrecke Głomno–Białystok, vorbei an der Drehbrücke, dann unter der Fußgängerbrücke und zwei weiteren Straßenbrücken hindurch. 
Die Drehbrücke wurde 1898 als Verbindung der Stadt mit der Feste Boyen gebaut. Die Brücke ist so konstruiert, dass sie sich seitwärts dreht. Sie wird manuell von einem Bediener gedreht. Der Öffnungsvorgang der Brücke dauert etwa fünf Minuten und ist eine Touristenattraktion in Lötzen.